# Pixi im Wolkenkuckucksheim
Pixi im Wolkenkuckucksheim (japanisch アンデルセン物語, Anderusen Monogatari, deutsch „Andersens Geschichten“) auch Pixi im Wolkenkuckucksheim – Auf den Spuren von Hans Christian Andersen ist eine japanische Anime-Fernsehserie von Mushi Production und Zuiyo Enterprise aus dem Jahr 1971, die sich den Märchen von Hans Christian Andersen widmet.

## Handlung
Die kleine Zauberfee Pixi und ihr Freund Bingo reisen in den Märchen-Welten von Hans-Christian Andersen umher. Pixi möchte dabei 101 Belohnungskarten sammeln, die sie für ihre guten Taten von der Zaubererschule erhält. So würde sie sich eines Tages in eine Prinzessin verwandeln. Pixi und Bingo greifen zwar in die Märchen-Handlungen ein, jedoch oft mit wenig Erfolg. Letztlich entschließt sich Pixi doch keine Prinzessin zu werden und weiterhin gute Taten zu vollbringen.

## Entstehung und Veröffentlichung
Die Erstausstrahlung der 52 Folgen erfolgte vom 3. Januar bis zum 26. Dezember 1971 bei Fuji TV. In Deutschland wurde die Serie erstmals ab dem 27. März 1989 von Sat.1 gezeigt. Die Serie wurde in anderen Ländern ausgestrahlt und in weitere Sprachen übersetzt. Neben dem japanischen Original und der deutschen Fassung gab es die Serie auch auf Englisch, Italienisch, Spanisch, Griechisch und Arabisch.

## Episodenliste
| Folge (jp.) | Folge (dt.) | deutscher Titel                              | japanischer Titel                                                                     |
| ----------- | ----------- | -------------------------------------------- | ------------------------------------------------------------------------------------- |
| 1           | 1           | Das hässliche junge Entlein – Teil 1         | みにくいあひるの子 (ぼくとあそぼうよ), Minikui ahirunoko (boku to asobou yo)          |
| 2           | 2           | Das hässliche junge Entlein – Teil 1         | みにくいあひるの子 (さようならママ), Minikui ahirunoko (sayōnara mama)                |
| 3           | 17          | Die Blumen der kleinen Ida                   | イーダちゃんの花, Īda-chan no hana                                                    |
| 4           | 14          | Der standhafte Zinnsoldat                    | 鉛の兵隊, Namari no heitai                                                            |
| 5           | 26          | Die Geschichte einer Mutter                  | がんばれママ, Ganbare mama                                                            |
| 6           | 16          | Der fliegende Koffer                         | 空とぶカバン, Sora tobu kaban                                                         |
| 7           | 10          | Däumelinchen – Teil 1                        | 親指姫 (ケロケロ花ムコさん), Oyayubi hime (kerokero hana Muko-san)                    |
| 8           | 11          | Däumelinchen – Teil 2                        | 親指姫 (ぶんぶんコンテスト), Oyayubi hime (bunbun kontesuto)                          |
| 9           | 12          | Däumelinchen – Teil 3                        | 親指姫 (モックラ花ムコさん), Oyayubi hime (mokkura hana Muko-san)                     |
| 10          | 13          | Däumelinchen – Teil 4                        | 親指姫 (スキスキ花の王子), Oyayubi hime (suki suki hana no ōji)                       |
| 11          | 4           | Die Nachtigall – Teil 1                      | ナイチンゲール (王様のお気に入り), Naichingēru (ōsama no okiniiri)                    |
| 12          | 5           | Die Nachtigall – Teil 2                      | ナイチンゲール (涙でニッコリ), Naichingēru (namida de nikkori)                        |
| 13          | 18          | Die Hirtin und der Schornsteinfeger – Teil 1 | じゃじゃ馬エレン (しあわせは青空に), Jajauma Eren (shiawase wa aozora ni)             |
| 14          | 19          | Die Hirtin und der Schornsteinfeger – Teil 2 | じゃじゃ馬エレン (すてきなクリス), Jajauma Eren (sutekina Kurisu)                     |
| 15          | 3           | Das Metallschwein                            | 絵のある広場, E no aru hiroba                                                         |
| 16          | 7           | Das Feuerzeug – Teil 1                       | 魔法の火うち箱 (とびだした怪獣), Mahō no hi uchi-bako (tobidashita kaijū)             |
| 17          | 8           | Das Feuerzeug – Teil 2                       | 魔法の火うち箱 (一番ステキな宝物), Mahō no hi uchi-bako (ichiban sutekina takaramono) |
| 18          | 9           | Was Vater tut, ist immer recht               | ぼくの父さん世界, Boku no tōsan sekaiichi                                             |
| 19          | 15          | Der Schatten                                 | オレの影はどこにいる, Ore no kage wa doko ni iru                                      |
| 20          | 6           | Das Liebespaar                               | なかよしはいつまでも, Nakayoshi wa itsu made mo                                       |
| 21          | 20          | Die Tochter des Sumpfkönigs – Teil 1         | 沼の王の娘 (呪われた親子), Numa no ō no musume (norowareta oyako)                     |
| 22          | 21          | Die Tochter des Sumpfkönigs – Teil 2         | 沼の王の娘 (ヘルガの秘密), Numa no ō no musume (Heruga no himitsu)                    |
| 23          | 22          | Die Tochter des Sumpfkönigs – Teil 3         | 沼の王の娘 (愛のかがやき), Numa no ō no musume (ai no kagayaki)                       |
| 24          | 23          | Der Sandmann                                 | ねむりの精オーレ, Nemuri no sei Ōre                                                   |
| 25          | 24          | Der grausame Bischof – Teil 1                | イエンスの冒険 (謎のベアグル島), Iensu no bōken (nazo no Beaguru Shima)               |
| 26          | 25          | Der grausame Bischof – Teil 2                | イエンスの冒険 (たたかいの船出), Iensu no bōken (tatakai no funade)                   |
| 27          | 27          | Der Reisekamerad – Teil 1                    | 旅の道づれ (ふしぎな少年), Tabi no michidzure (fushigina shōnen)                      |
| 28          | 28          | Der Reisekamerad – Teil 2                    | 旅の道づれ (動きだした人形), Tabi no michidzure (ugoki dashita ningyō)                |
| 29          | 29          | Der Reisekamerad – Teil 3                    | 旅の道づれ (友よ！さらば), Tabi no michidzure (tomoyo! Saraba)                        |
| 30          | 30          | Das Unglaublichste                           | とても信じられないこと, Totemo shinji rarenai koto                                    |
| 31          | 31          | Die kleine Seejungfrau – Teil 1              | 人魚姫 (あこがれの王子さま), Ningyo hime (akogare no ōji-sama)                        |
| 32          | 32          | Die kleine Seejungfrau – Teil 2              | 人魚姫 (魔女とのちかい), Ningyo hime (majo to no chikai)                              |
| 33          | 33          | Die kleine Seejungfrau – Teil 3              | 人魚姫 (かなしいお別れ), Ningyo hime (kanashī o wakare)                               |
| 34          | 34          | Der Schweinehirt                             | 王子さまはブタの番人, Ōji-sama wa buta no ban'nin                                     |
| 35          | 35          | Ib und Christinchen – Teil 1                 | 三つのクルミ (ちっちゃな約束), Mittsu no kurumi (chitchana yakusoku)                  |
| 36          | 36          | Ib und Christinchen – Teil 2                 | 三つのクルミ (めぐりあい), Mittsu no kurumi (meguriai)                                |
| 37          | 37          | Des Kaisers neue Kleider                     | 裸の王様, Hadaka no ōsama                                                             |
| 38          | 38          | Die Eisjungfrau – Teil 1                     | 氷姫 (ルーディは人気者), Kōri hime (Rūdi wa ninki-sha)                                |
| 39          | 39          | Die Eisjungfrau – Teil 2                     | 氷姫 (フェローネのなやみ), Kōri hime (Ferōne no nayami)                               |
| 40          | 40          | Die Eisjungfrau – Teil 3                     | 氷姫 (かなしみのバベッティ), Kōri hime (kanashimi no Babettei)                        |
| 41          | 41          | Der große und der kleine Klaus               | 小クラウス大クラウス, Ko Kurausu dai Kurausu                                          |
| 42          | 42          | Die roten Schuhe – Teil 1                    | 赤いくつ (旅のおんぼろ一座), Akai kutsu (tabi no onboro ichiza)                       |
| 43          | 43          | Die roten Schuhe – Teil 2                    | 赤いくつ (花のコミックホール), Akai kutsu (hana no komikku hōru)                      |
| 44          | 44          | Der böse Fürst                               | 天使とみつばち, Tenshi to mitsubachi                                                  |
| 45          | 45          | Die wilden Schwäne – Teil 1                  | 野の白鳥 (呪われたお城), No no hakuchō (norowareta o shiro)                           |
| 46          | 46          | Die wilden Schwäne – Teil 2                  | 野の白鳥 (イラクサのひみつ), No no hakuchō (irakusa no himitsu)                       |
| 47          | 47          | Die wilden Schwäne – Teil 3                  | 野の白鳥 (がんばれエリサ), No no hakuchō (ganbare Erisa)                              |
| 48          | 48          | Die alte Straßenlaterne                      | 二人の秘密, Futari no himitsu                                                         |
| 49          | 49          | Die Statue                                   | プシケ, Pushike                                                                       |
| 50          | 50          | Die Schneekönigin – Teil 1                   | 雪の女王 (あくまの鏡), Yuki no joō (akuma no kagami)                                  |
| 51          | 51          | Die Schneekönigin – Teil 2                   | 雪の女王 (死の国のたたかい), Yuki no joō                                              |
| 52          | 52          | Das kleine Mädchen mit den Schwefelhölzern   | マッチ売りの少女, Matchi uri no shōjo                                                 |

## Synchronisation
Die deutsche Synchronisation basiert auf der amerikanischen Version von Paramount Television. Für die deutsche Synchronfassung war Andrea Wagner von Beta-Technik in München verantwortlich.
| Rolle (dt./jp.)                  | Japanischer Sprecher (Seiyū) | Deutscher Sprecher    |
| -------------------------------- | ---------------------------- | --------------------- |
| Pixi/Candy                       | Eiko Masuyama                | Inez Günther          |
| Bingo/Zukko                      | Yasuo Yamada                 | Bernd Simon           |
| Hässliche Entlein                | Minori Matsushima            | Linda Joy             |
| Schwan                           | Minori Matsushima            | Matthias von Stegmann |
| Angelo                           | Kinto Tamura                 | Gudo Hoegel           |
| Fischerjunge                     | Kei Tomiyama                 | Jan Koester           |
| Kaiser                           | Yōko Kuri                    | Paul Bürks            |
| Kreisel                          | Nobuyo Oyama                 | Jan Koester           |
| Betty-Ball                       | Michiko Hirai                | Alana Horrigan        |
| Soldat                           |                              | Philipp Moog          |
| Prinzessin                       |                              | Alexandra Ludwig      |
| Vater                            |                              | Gernot Duda           |
| Apfelhändler                     |                              | Fred Klaus            |
| Dieb                             |                              | Gudo Hoegel           |
| Däumelinchen                     | Kuri Yoko                    | Sabine Bohlmann       |
| Lisa                             | Natsuko Kawaji               | Alice Franz           |
| Holger                           |                              | Bruno W. Pantel       |
| Hexe                             | Junko Hori                   | Maria Landrock        |
| Maulwurf                         | Jumpei Takiguchi             | Michael Kramer        |
| Prinz                            | Hiroko Maruyama              | Matthias von Stegmann |
| Zinnsoldat                       |                              | Matthias von Stegmann |
| Schwan                           |                              | Marina Köhler         |
| Schatten                         |                              | Norbert Gastell       |
| Räuberloss                       |                              | Norbert Gastell       |
| Maus                             | Yoshiko Yamamoto             | Sabine Plessner       |
| Thomas                           | Kei Tomiyama                 | Marc Stachel          |
| König                            |                              | Gernot Duda           |
| Prinzessin                       |                              | Sabine Bohlmann       |
| Ida                              |                              | Alexandra Ludwig      |
| Bill                             |                              | Florian Halm          |
| Hirtin/Elen                      | Yoshiko Ohta                 | Alana Horrigan        |
| Pikkarte                         |                              | Anita Höfer           |
| Oberuntegeneral                  | Mahito Tsujimura             | Gudo Hoegel           |
| Sumpfkönig                       | Masato Tsujii                | Walter Reichelt       |
| Helga                            | Michiko Hirai                | Marina Köhler         |
| Selima/Cassandra                 | Haruko Kitahama              | Katharina Lopinski    |
| Wikingerkönigin                  | Kazuko Makino                | Anita Höfer           |
| Wikinger Odin                    | Koji Yada                    | Herbert Weicker       |
| Prinz/Arsid                      | Makio Inoue                  | Matthias von Stegmann |
| Sandmann/Ole                     | Toshiya Ueda                 | Paul Bürks            |
| Ilsa/Ilze                        | Michiko Nomura               | Anke Kortemeier       |
| Vater                            |                              | Reinhard Brock        |
| Mutter                           |                              | Marion Hartmann       |
| Bischof                          |                              | Paul Bürks            |
| Wipso                            |                              | Bruno Walter Pantel   |
| Martha/Yvonne                    |                              | Anke Kortemeier       |
| Mutter                           |                              | Uschi Wolff           |
| Tod                              |                              | Manfred Erdmann       |
| Fee des Wassers                  |                              | Anita Höfer           |
| Fee der Nacht                    |                              | Monika John           |
| Dämon der Dornern                |                              | Thomas Rau            |
| Hexe                             |                              | Alice Franz           |
| Wandersmann                      | Makio Inoue                  | Martin Umbach         |
| Lily/Mary                        | Sachiko Chijimatsu           | Michelle Sterr        |
| Zirkusdirector Otto              | Masashi Amenomori            | Walter Reichelt       |
| König                            |                              | Michael Rüth          |
| Einstein                         |                              | Tobias Lelle          |
| Aqua                             | Michiko Hirai                | Sabine Bohlmann       |
| Großmutter/Amme                  | Kineko Nakamura              | Alice Franz           |
| Prinz Olaf                       | Akio Nojima                  | Matthias von Stegmann |
| Prinzessin Freda/Milene          | Keiko Tomochika              | Alexandra Ludwig      |
| Salina                           | Terue Nunami                 | Haide Lorenz          |
| Neptun                           |                              | Gernot Duda           |
| Prinz Alfred                     |                              | Florian Halm          |
| Ib als Erwachsener               | Taichiro Irokawa             | Marcus Off            |
| Christinchen als Kind            | Hiroko Suzuki                | Anke Kortemeier       |
| Alte Frau                        |                              | Maria Landrock        |
| Ibs Vater                        | Junji Chiba                  | Paul Bürks            |
| Arne                             |                              | Gudo Hoegel           |
| Kaiser                           |                              | Paul Bürks            |
| Barbera                          |                              | Anke Kortemeier       |
| Eisjungfrau/Ferone               | Noriko Ohara                 | Uschi Wolff           |
| Babette                          | Masako Ebisu                 | Alana Horrigan        |
| Rudi                             | Minori Matsushima            | March Stachel         |
| Kleiner Klaus                    |                              | Tobias Lelle          |
| Großer Klaus                     |                              | Michael Rüth          |
| Postbote                         |                              | Leo Bardischewski     |
| Bürgermeister                    |                              | Paul Bürks            |
| Vater                            | Koichi Kitamura              | Karl-Heinz Krolzyk    |
| Mutter                           | Toshiko Maeda                | Marion Hartmann       |
| Karl                             | Sumiko Shirakawa             | Gabor Gomberg         |
| Nils/Johann                      | Gentarō Inoue                | Marcus Off            |
| Larson/Hans                      | Mahito Tsujimura             | Michael Rüth          |
| Herr Siegfried                   |                              | Paul Bürks            |
| Anna                             |                              | Anke Kortemeier       |
| Sternegott                       |                              | Alwin Joachim Meyer   |
| Elisa                            | Yoshiko Matsuo               | Anke Kortemeier       |
| Hexe Karla                       | Kazue Takahashi              | Eva Gelb              |
| Mardi/Marte                      | Michiko Hirai                | Sabine Bohlmann       |
| Geschichtenerzähler              |                              | Walter Reichelt       |
| Göttin der Schmetterlinge/Psyche | Reiko Muto                   | Katharina Lopinski    |
| Schneekönigin                    | Michiko Hirai                | Dagmar Heller         |
| Anna                             | Eiko Masuyama                | Alana Horrigan        |

## Musik
Die Musik komponierte Seiichirō Uno. In der japanischen Fassung wurde im Vorspann Mr. Andersen (ミスターアンデルセン) von Taeko Sakurai und im Abspann Kyandī no uta (キャンティのうた) von Eiko Masuyama und Zukko no uta (ズッコのうた) von Yasuo Yamada gesungen, wobei der Chor von Young Fresh stammt. Das Titellied der deutschen Synchronfassung, Pixi im Wolkenkuckucksheim, gesungen von Maria Neuhaus, wurde von Quirin Amper Jr. komponiert.